# Torre dei balivi
La torre dei balivi - in francese, Tour du bailliage -, in realtà una delle torri di Aosta con annessa casaforte, è una delle architetture medievali di Aosta. È situata all'angolo tra via Guido Rey e via Jean de la Pierre, all'angolo nord-est della cinta muraria romana della città. Dal 2014 ospita l'Istituto musicale pareggiato della Valle d'Aosta (fr. Institut musical agréé de la Vallée d'Aoste).

## Storia
La torre dei balivi, detta anche tour cornière (in lingua francese, torre d'angolo), era citata già nel 1192.

Torre e casaforte du bailliage in una foto di fine Ottocento-inizio Novecento.

Fu rimaneggiata nel secolo XII da una famiglia nobile locale, i De Palais, o De Palacio), che ne prese possesso: l'elevazione della struttura, come spesso accadeva, venne realizzata smantellando parte della cinta muraria, in modo da reimpiegarne i blocchi di rivestimento per le nuove esigenze costruttive.
Nel 1263 i De Palacio, pur conservando alcuni diritti su di essa, la cedettero al conte di Savoia, il quale la destinò a sede del balivo (in francese antico, Bailly). Nel Trecento la torre era nota come Turris Comitis. Dalla parte dei De Palacio, la torre fu inclusa nella ricognizione feudale del 1287, mentre Aimone De Palacio cedette i propri diritti su di essa al fratello, nel 1311.
Come sede del balivato nacque dunque l'esigenza di ampliare la struttura e vennero edificati il corpo nord e nord-ovest, realizzati tra Quattrocento e prima metà del Cinquecento. 
Nel 1406, per volere del balivo Jean de Pectigny, furono edificate la torre circolare e il corpo dell'edificio del lato ovest, per adibirlo ad abitazione. Nel 1540 la torre dei balivi fu di nuovo oggetto di ampliamenti e trasformazioni importanti, per volere di Antonio di Leschaux.
Agli inizi del XV secolo, nella torre furono trasferiti il tribunale e le carceri.
Nel 1626, con il trasferimento in altra sede dei rappresentanti ducali, che non gradivano una sede così periferica e la coabitazione forzata coi prigionieri, nella torre non rimasero che le carceri.
Nel 1984 il penitenziario venne chiuso e l'edificio rimase a lungo in attesa di una destinazione. In ristrutturazione fino a fine 2013, la torre dal 2014 ospita l'Istituto musicale di Aosta.

## Descrizione

Piantina della Torre dei balivi (Carlo Nigra, 1938)
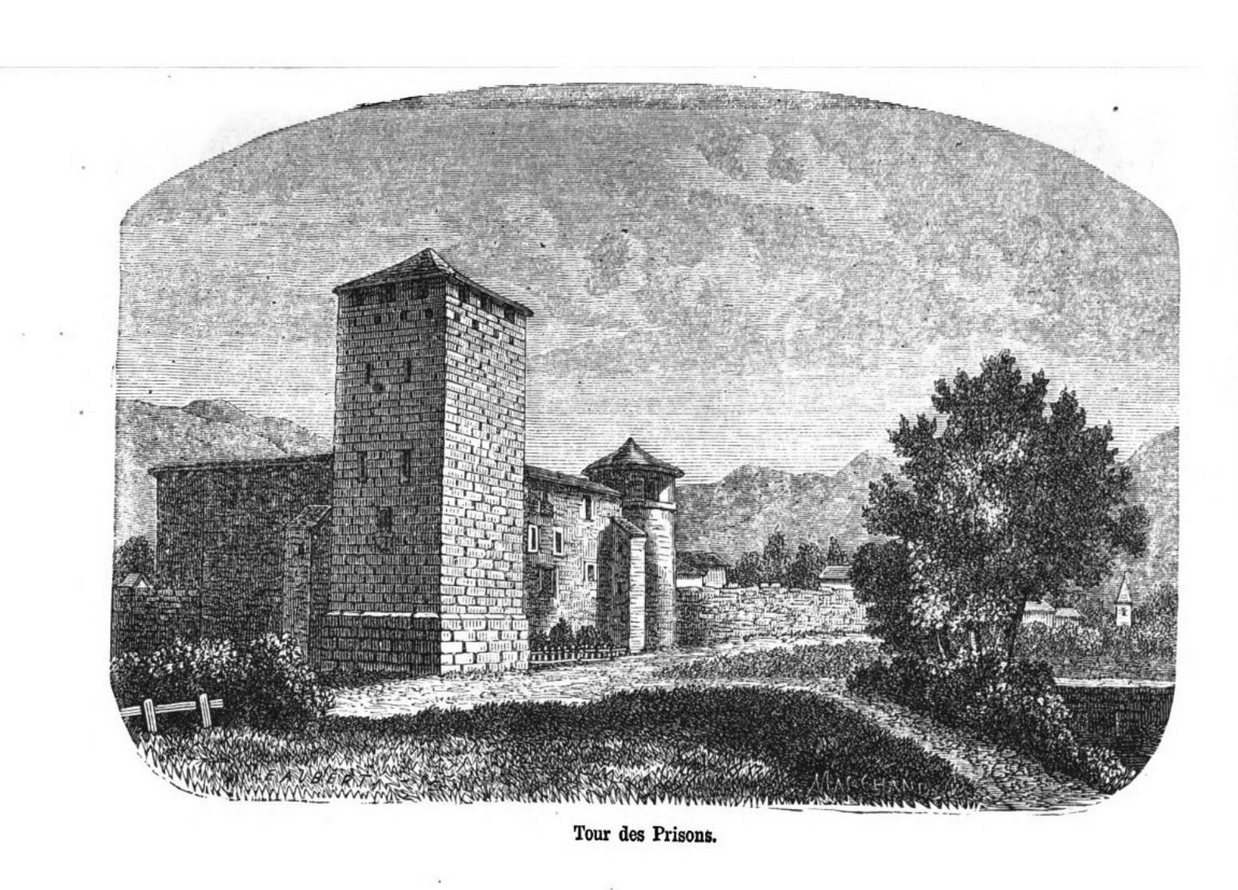
Torre delle prigioni, incisione ottocentesca di Édouard Aubert
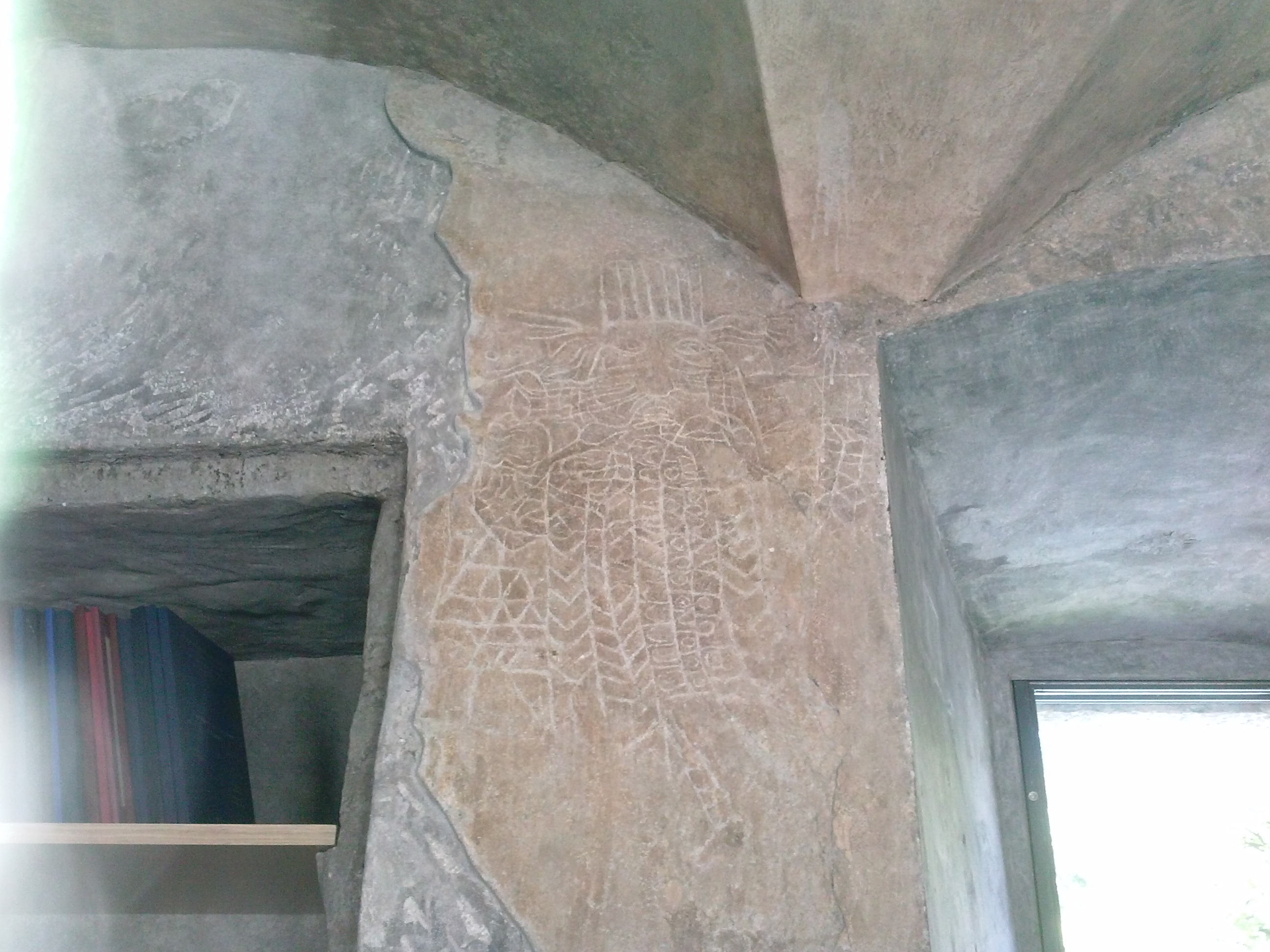
Dettaglio di iscrizione all'interno
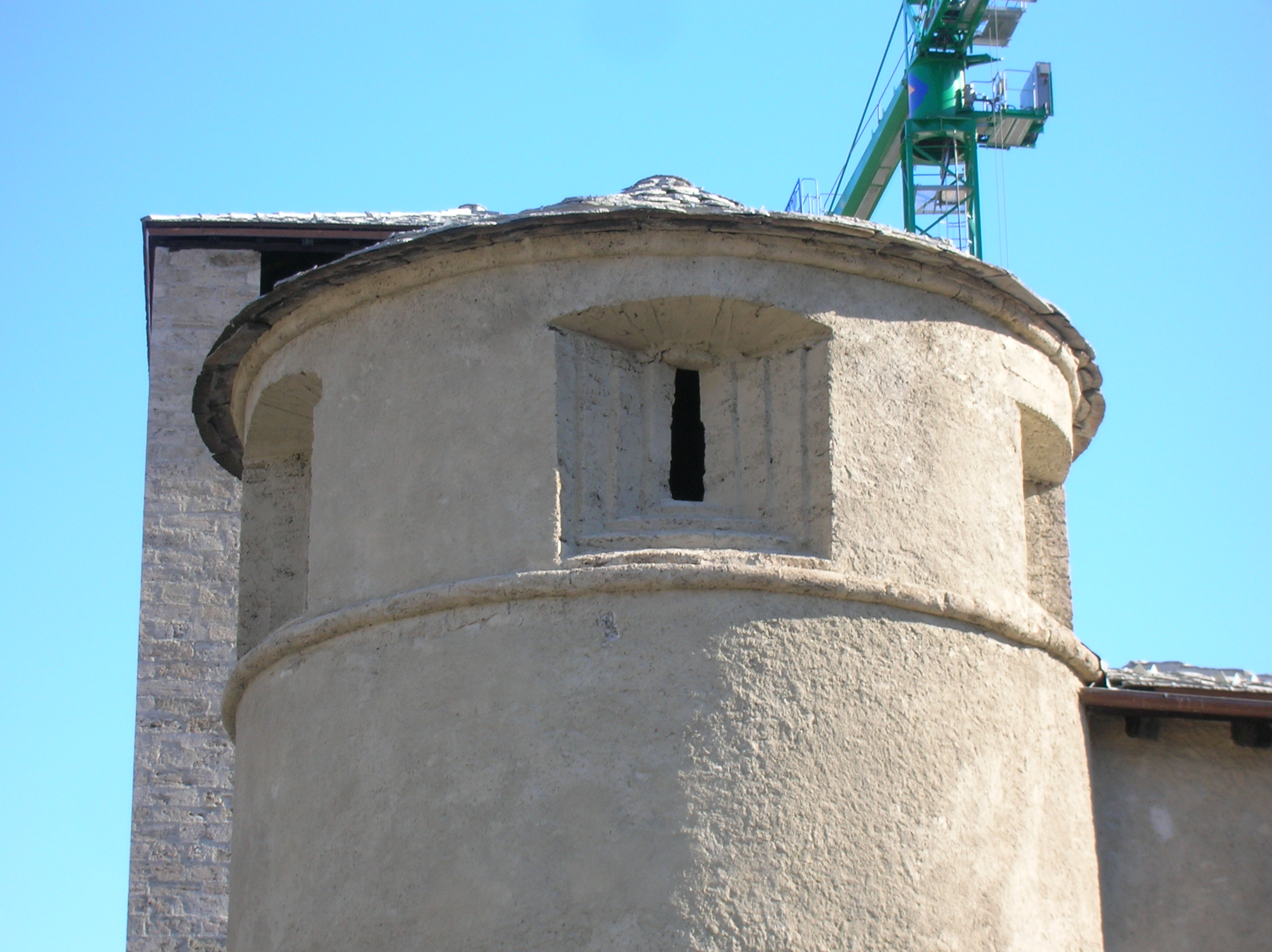
Dettaglio della torre a pianta rotonda
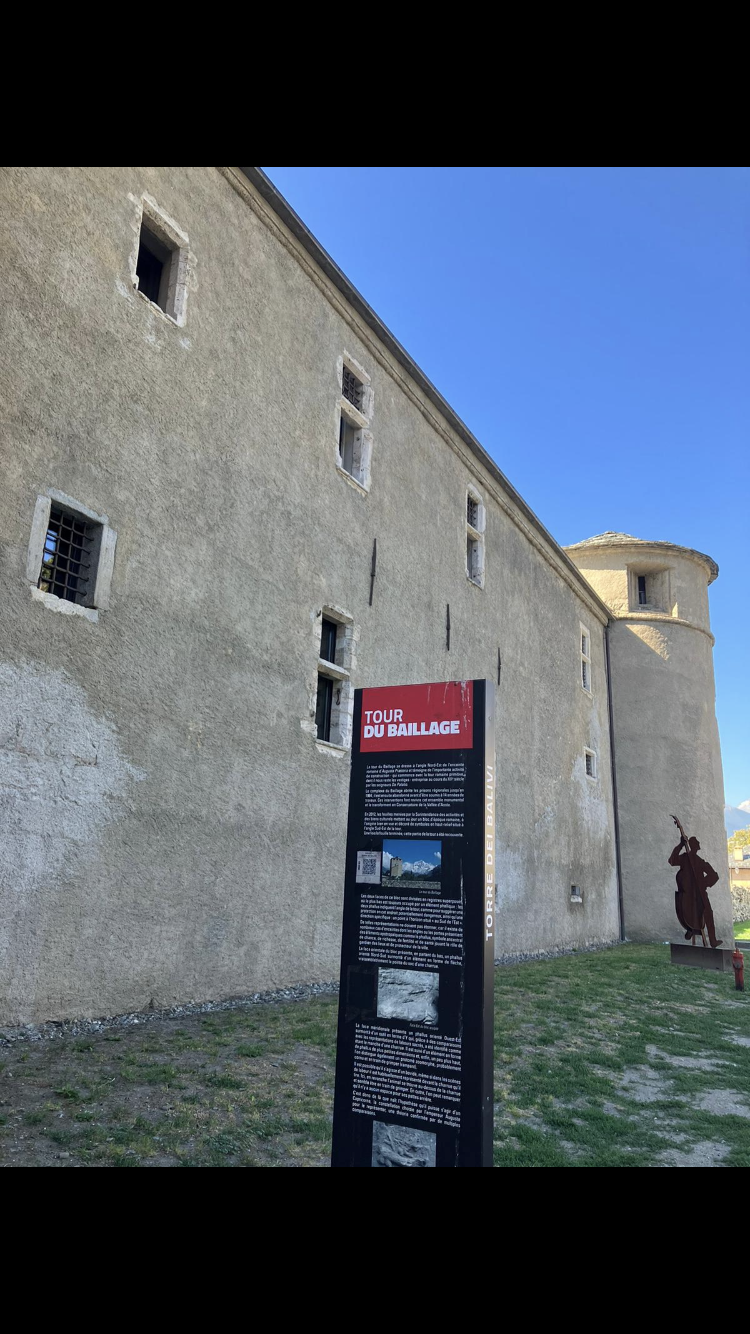
Dettaglio della facciata sulla via Guido Rey.